# Eustomias melanostigma
Eustomias melanostigma es una especie de pez de la familia Stomiidae en el orden de los Stomiiformes.

## Morfología
• Los machos pueden llegar alcanzar los 13,6 cm de longitud total.

## Hábitat
Es un pez de mar y de aguas profundas que vive hasta 1000 m de profundidad.

## Distribución geográfica
Se encuentra en el  Atlántico oriental (norte del Senegal), el Atlántico occidental (Estrecho de Florida, el Mar Caribe y Puerto Rico), el Índico y el Pacífico occidental.